# Бузуково
Бузуково — деревня в городском округе Коломна Московской области. До 2017 года относилась к Биорковскому сельскому поселению Коломенского района. Население — 4 чел. (2021).

## География
Расположено на юге городского округа, в 15 км к юго-западу от Коломны, в 1 км восточнее шоссе Р115, высота над уровнем моря 171 м. Соседние сёла: Грайвороны и Туменское, соответственно в 1,5 и 3 км на запад, ближайшая железнодорожная станция — Карасёво Озёрской ветки Рязанского направления Московской железной дороги в 3 км на восток.

## Население
| 2002 | 2006 | 2010 | 2021 |
| ---- | ---- | ---- | ---- |
| 4    | ↘2   | ↘1   | ↗4   |

## Транспорт
Остановочный пункт автобусных маршрутов:
- № 22 — Коломна — Озёры
- № 50 — Коломна — Запрудный